# ړ
Rre (ړ) – litera rozszerzonego alfabetu arabskiego, wykorzystywana w językach: ormuri i paszto. W ormuri używana jest do oznaczenia dźwięku [ɽ], tj. spółgłoski zwartej z retrofleksją bezdźwięcznej. W paszto odpowiada dźwiękom [ɽ] i [ɭ̆] (spółgłoska boczna uderzeniowa z retrofleksją).

## Postacie litery
| Postać: | izolowana | końcowa | środkowa | początkowa |
| ------- | --------- | ------- | -------- | ---------- |
| Wygląd: | ړ‬         | ـړ‬      | ـړ‬       | ړ‬          |

## Kodowanie
| Znak                   | ړ                           | ړ                           |
| ---------------------- | --------------------------- | --------------------------- |
| Nazwa w Unikodzie      | Arabic Letter Reh with ring | Arabic Letter Reh with ring |
| Kodowanie              | dziesiątkowo                | szesnastkowo                |
| Unicode                | 1683                        | U+0693                      |
| UTF-8                  | 218 147                     | da 93                       |
| Odwołania znakowe SGML | &#1683;                     | &#x0693;                    |